# Frotey-lès-Vesoul
Frotey-lès-Vesoul là một xã thuộc tỉnh Haute-Saône trong vùng Bourgogne-Franche-Comté phía đông nước Pháp.